# Parafia Matki Bożej Nieustającej Pomocy w Chrzanowicach
Parafia Matki Bożej Nieustającej Pomocy w Chrzanowicach – parafia rzymskokatolicka, znajdująca się w archidiecezji częstochowskiej, w dekanacie Gorzkowice.